# Genevieve Gregson
Genevieve Gregson (née LaCaze le 4 août 1989) est une athlète australienne, spécialiste du 3 000 mètres steeple. Elle est d'origine française et italienne.

## Biographie
En 2016, elle Genevieve LaCaze connaît une très grande progression, améliorant de près de 20 secondes son record personnel sur le 3 000 m steeple. 
Elle atteint en août de la même année la finale du 3 000 m steeple des Jeux olympiques de Rio où se classe 9e en 9 min 21 s 21, nouveau record personnel. Elle est également finaliste sur le 5 000 m où elle prend la 12e place en 15 min 10 s 35, également nouveau chrono de référence.
Le 28 août suivant, lors du meeting de Paris, elle établit un nouveau record d'Océanie du 3 000 m steeple en 9 min 14 s 28. Elle améliore la marque de Donna MacFarlane datant de 2008, 9 min 18 s 35.
Le 9 septembre, elle améliore son record du 5 000 m lors du Mémorial Van Damme de Bruxelles, son 17e record personnel de l'année 2016, toute épreuve courue.
Elle se classe 10e des championnats du monde 2019 à Doha en 9 min 23 s 84.

## Palmarès
| Date | Compétition           | Lieu             | Résultat | Épreuve     | Temps          |
| ---- | --------------------- | ---------------- | -------- | ----------- | -------------- |
| 2014 | Jeux du Commonwealth  | Glasgow          | 5e       | 3 000 m st. | 9 min 37 s 04  |
| 2016 | Jeux olympiques       | Rio de Janeiro   | 12e      | 5 000 m     | 15 min 10 s 35 |
| 2016 | Jeux olympiques       | Rio de Janeiro   | 9e       | 3 000 m st. | 9 min 21 s 21  |
| 2016 | Ligue de diamant      | Ligue de diamant | 7e       | 3 000 m st. | détails        |
| 2017 | Championnats du monde | Londres          | 12e      | 3 000 m st. | 9 min 26 s 25  |
| 2018 | Jeux du Commonwealth  | Gold Coast       | 5e       | 3 000 m st. | 9 min 42 s 69  |
| 2018 | Coupe continentale    | Ostrava          | 5e       | 3 000 m     | 8 min 42 s 34  |
| 2019 | Championnats du monde | Doha             | 10e      | 3 000 m st. | 9 min 23 s 84  |
| 2021 | Jeux olympiques       | Tokyo            | —        | 3 000 m st. | DNF            |

## Records
| Épreuve     | Performance        | Lieu      | Date             |
| ----------- | ------------------ | --------- | ---------------- |
| 1 500 m     | 4 min 10 s 20      | Newcastle | 30 janvier 2016  |
| 3 000 m st. | 9 min 14 s 28 (AR) | Paris     | 27 août 2016     |
| 5 000 m     | 15 min 06 s 67     | Bruxelles | 9 septembre 2016 |